# Schwelm
Schwelm – miasto powiatowe w zachodniej części Niemiec, w kraju związkowym Nadrenia Północna-Westfalia, w rejencji Arnsberg, siedziba powiatu Ennepe-Ruhr. Leży w Zagłębu Ruhry.
W mieście znajduje się stacja kolejowa Schwelm.

## Dzielnice
Schwelm podzielony jest na trzynaście dzielnic:
| - Aechte de Muer - Brunnen - Fronhof - Linderhausen - Loh - Möllenkotten - Oberstadt - Oehde - Ossenkamp - Parlament - Rote Wasser - Winterberg - Zur alten Post |

## Urodzeni w Schwelm
- Johannes Joachim Degenhardt, niemiecki duchowny katolicki, kardynał
- Wilhelm Goecke, zbrodniarz hitlerowski, komendant obozu koncentracyjnego Warschau i SS-Standartenführer
- Gustav Heinemann, niemiecki polityk, prezydent RFN
- Rolf Rüssmann, niemiecki piłkarz
- Andreas Sander, niemiecki narciarz alpejski
- Torsten Schmidt, niemiecki kolarz
- Oliwia Spiker, polsko-niemiecka bokserka amatorska